# 龙东街道
龙东街道，是中华人民共和国河北省唐山市路北区下辖的一个乡镇级行政单位。

## 行政区划
龙东街道下辖以下地区：
龙泉北楼第三社区、龙泉南楼第一社区、龙泉南楼第二社区、龙泉南楼第三社区、龙泉北楼第一社区、龙泉北楼第二社区、龙华第一社区、龙华第二社区、河茵第一社区、河茵第二社区和河茵第三社区。